# San Luis (distrito de Ânchache)
San Luis é um distrito peruano localizado na Província de Carlos Fermín Fitzcarrald, departamento Ancash. Sua capital é a cidade de San Luis.

## Transporte
O distrito de San Luis é servido pela seguinte rodovia:
- PE-14C, que liga a cidade de Cashapampa ao distrito de Huari
- AN-107, que liga a cidade ao distrito de Carhuaz[2][3][4]